# Yoshihiko Yoshimatsu
Yoshihiko Yoshimatsu (født 16. november 1920, død 5. juli 1988) var en japansk judoka. Han fik sølv ved det første VM i judo 1956 i Tokyo, efter at være blevet slået af Shokichi Natsui i finalen.

## Eksterne henvisininger
- Yoshihiko Yoshimatsu hos JudoInside.com (engelsk)